# Cryptogemma praesignis
Cryptogemma praesignis é uma espécie de gastrópode do gênero Cryptogemma, pertencente a família Turridae.